# Cooperativa de Campdevànol
La Cooperativa de Campdevànol és un edifici del municipi de Campdevànol (Ripollès) que forma part de l'Inventari del Patrimoni Arquitectònic de Catalunya.

## Descripció
És una antiga cooperativa de Campdevànol, feta amb un estil neogòtic a la part superior. L'obra està exempta de decoracions exteriors i es troba sense arrebossar. El canvi d'usos ha modificat l'interior de l'obra, actualment destinada a cinema, biblioteca i dispensari municipal.